# Liste der Naturdenkmale in Tharandt
Die Liste der Naturdenkmale in Tharandt nennt die Naturdenkmale in Tharandt im sächsischen Landkreis Sächsische Schweiz-Osterzgebirge.

## Definition
„Naturdenkmäler sind rechtsverbindlich festgesetzte Einzelschöpfungen der Natur oder entsprechende Flächen bis zu fünf Hektar, deren besonderer Schutz erforderlich ist
1. aus wissenschaftlichen, naturgeschichtlichen oder landeskundlichen Gründen oder
2. wegen ihrer Seltenheit, Eigenart oder Schönheit.“

„§ 18 – Naturdenkmäler – (zu § 28 BNatSchG)
(1) Die Erklärung nach § 22 Abs. 1 BNatSchG von Teilen von Natur und Landschaft als Naturdenkmal erfolgt durch Rechtsverordnung oder Einzelanordnung.
(2) Über § 28 Abs. 1 BNatSchG hinaus können Naturdenkmäler zur Sicherung von Lebensgemeinschaften oder Lebensstätten von im Bestand gefährdeten oder streng geschützten Arten festgesetzt werden.“

## Liste
Link zu einem Kartenansichtstool, um Koordinaten zu setzen.
| Bild                          | Bezeichnung                                                         | Lage | Beschreibung | Datum | Nummer  |
| ----------------------------- | ------------------------------------------------------------------- | --- | ------------ | ----- | ------- |
| mehr Fotos \| Fotos hochladen | Kugelpechstein                                                      | Grillenburg (50° 59′ 2,4″ N, 13° 31′ 46″ O)                                                                 |              |       | WRK 001 |
| mehr Fotos \| Fotos hochladen | Basaltbruch Ascherhübel                                             | Grillenburg (50° 58′ 48″ N, 13° 31′ 30,2″ O)                                                                |              |       | WRK 002 |
| BW                            | Steinhübel mit Blutbuche                                            | Fördergersdorf (50° 59′ 27,6″ N, 13° 32′ 24,1″ O)                                                           |              |       | WRK 004 |
| BW                            | Moor im Sandsteinbruch am Komiteeflügel                             | Tharandt (50° 57′ 37,3″ N, 13° 33′ 27,7″ O)                                                                 |              |       | WRK 028 |
| BW                            | Tieflagenfichtenwald                                                | Grillenburg (50° 58′ 12,2″ N, 13° 31′ 21,9″ O)                                                              |              |       | WRK 029 |
| BW                            | Dreißig Altbuchen am Buchhübel                                      | Grillenburg (50° 59′ 30,6″ N, 13° 29′ 24,6″ O)                                                              |              |       | WRK 030 |
| BW                            | Dreckwiese mit Weiher                                               | Grillenburg (50° 59′ 5,7″ N, 13° 31′ 16,5″ O)                                                               |              |       | WRK 031 |
| BW                            | Buchen-Traubeneichen-Restbestockung                                 | Grillenburg (50° 57′ 5,5″ N, 13° 29′ 54,6″ O)                                                               |              |       | WRK 032 |
| BW                            | Sandsteinbruch am Jägerhorn                                         | Grillenburg (50° 57′ 7,2″ N, 13° 29′ 50,8″ O)                                                               |              |       | WRK 033 |
| BW                            | Orchideenwiese Grillenburg                                          | Grillenburg (50° 57′ 12,8″ N, 13° 30′ 13″ O)                                                                |              |       | WRK 052 |
| BW                            | Bergbaustolln mit Mineralbildungen in Tharandt                      | Tharandt An der Roßmäßlerstraße in der Ortslage Tharandt (50° 59′ 11,8″ N, 13° 34′ 46,6″ O)                 |              |       | wrk 031 |
| BW                            | Kiefer am Eingang des Harthaer Flügels                              | Hartha Am Harthaer Flügel im Tharandter Wald westlich Kurort Hartha (50° 58′ 47,9″ N, 13° 32′ 21,5″ O)      |              |       | wrk 045 |
| BW                            | Zwei Süntelbuchen an der Schneise 6 westlich Hartha                 | Hartha An der Schneise 6 am westlichen Ortsrand des Kurort Hartha (50° 58′ 45,1″ N, 13° 32′ 25,3″ O)        |              |       | wrk 046 |
| BW                            | Winterlinde am Lindenhof in Hartha                                  | Hartha Am Lindenhof im Kurort Hartha (50° 58′ 38″ N, 13° 32′ 48,2″ O)                                       |              |       | wrk 047 |
| BW                            | Winterlinde an der Straße zwischen Fördergersdorf und Spechtshausen | An der Fördergersdorfer Straße zwischen Spechtshausen und Fördergersdorf (50° 59′ 34,8″ N, 13° 31′ 57,5″ O) |              |       | wrk 101 |

Im Nummernschema des Landkreises kennzeichnen
- Kleinbuchstaben = Einzelnaturdenkmale
- Großbuchstaben = Flächennaturdenkmale